# Étoile Football Club Fréjus Saint-Raphaël
 (mai 2024).
Pour les articles homonymes, voir EFC.
Maillots
Actualités
Dernière mise à jour : 5 Août 2025.
L'Étoile Football Club Fréjus Saint-Raphaël, couramment abrégé ÉFC Fréjus-Saint-Raphaël ou simplement Fréjus-Saint-Raphaël, est un club de football français fondé en 2009, suite de la fusion de l'Étoile sportive fréjusienne et du Stade raphaëlois. Le club varois est entraîné par Julien Faubert depuis mars 2023.
Le club représente les deux villes voisines de Fréjus et Saint-Raphaël dans le département du Var en région Provence-Alpes-Côte d'Azur dans le Sud-Est de la France.
Grâce à la deuxième place obtenue en CFA en 2009 par l'ES Fréjus, le nouveau club peut démarrer directement en National (3e division du football français), dont il est relégué en 2016 après avoir réalisé sa meilleure performance en 2013, échouant à un point de la Ligue 2, à la quatrième place. Le club évolue actuellement en National 2, le 4e échelon du football français, dont il est actuellement dixième du Groupe C en 2022-2023.

## Histoire

### Fusion et genèse du club (2009)
Le club est issu de la fusion du Stade raphaëlois, club fondé en 1905, et de l'ES Fréjus, club fondé en 1938. La réunion des deux clubs, le 16 mars 2009, marque la création de l'Étoile Football Club Fréjus Saint-Raphaël, création officialisée le 2 juin 2009,.
La fusion est le résultat de l'entente entre les villes voisines de Fréjus et Saint-Raphaël, qui ont outrepassé leur ancienne rivalité et tentent d'unir leurs moyens pour favoriser les réussites, et non uniquement sur le plan sportif. Elle permet des économies d'échelle, et crée par ailleurs le plus grand club du département, avec plus de 1 000 licenciés et une cinquantaine d'équipes. La fusion se fait aussi pour des raisons économiques, de manière à optimiser l'allocation des subventions versées par la communauté d'agglomération de Fréjus Saint-Raphaël.
L'équipe fanion de l'ÉS Fréjus devient équipe première du nouveau club, tandis que celle de Saint-Raphaël devient équipe réserve. Les débuts du club sont donc intimement liés aux résultats de l'ÉSF en CFA 2008-2009. Les Étoilistes visent donc la montée en National, et finissent deuxièmes d'un championnat où seul le champion est promu. La déception est immense et la direction du nouveau club décide de reporter les objectifs de promotion à l'année suivante.
Toutefois, de nombreux clubs sont frappés par une rétrogradation administrative en National : le Football Club de Sète 34 est mis en liquidation, et remplacé par le Stade Plabennecois Football. Le Football Club Libourne-Saint-Seurin et le Besançon Racing Club sont également rétrogradés, libérant deux places : l'une échoit à l'AS Moulins, et l'autre au nouveau club varois, qui est notifié de sa promotion le 10 juillet 2009. L'Étoile est donc assurée de jouer au troisième échelon national pour sa saison inaugurale.

### Stabilité en National (2009-2016)
Le club débute en National 2009-2010 le 7 août 2009, soit à peine un mois après avoir été invité à y participer. Toutefois, le club varois réalise un excellent début de saison, restant invaincu pendant sept matchsse mêlant à la lutte à la montée jusqu'à la mi-championnat Considéré comme un prétendant sérieux au podium, l'Étoile finit à une satisfaisante huitième place avec 54 points dans un championnat largement dominé par l'Évian TGFC, le Stade de Reims et l'ESTAC. La principale source de satisfaction étant de devancer leurs rivaux locaux de l'AS Cannes et de glaner des victoires à domicile contre des adversaires de prestige comme L'US Créteil-Lusitanos, le Stade de Reims, Evian TGC ou bien le Paris FC.
De ce fait, à l'orée de la saison suivante, le club est pronostiqué très favorablement, au même titre que l'EA Guingamp, l'AS Cannes, le Paris FC, le SC Bastia, l'Amiens SC, et le RC Strasbourg. L'ÉFC Fréjus-Saint-Raphaël se mêle rapidement à la lutte pour le podium, occupant la place de leader à la 6e journée et affirme ses ambitions de Ligue 2 à moyen terme. Le club finit distancé par le trio de tête et termine à la sixième place, entre l'AS Cannes et l'AS Beauvais mais n'est pas affecté par la rétrogradation administrative des Strasbourgeois et des Cannois qui devançaient l’Étoile. Cette saison contribue cependant à alimenter l'ambition du club qui réalise que la Ligue 2 est un objectif plausible.
En 2011-2012, malgré l'arrivée de Franck Priou comme entraineur, le club se retrouve rapidement à faire du sur-place en milieu de tableau et Priou est limogé en décembre 2011 au profit de Charly Paquille, auparavant entraîneur de la réserve. Onzième au départ de Priou, l'ÉFC termine à une décevante neuvième place, souffrant de résultats en dent de scie, et peinant à obtenir des résultats concluants à l’extérieur de son antre du Stade Pourcin.
En National 2012-2013, l'Étoile réalise un début de saison très décevant malgré une victoire 4-0 d'entrée face au Red Star et se retrouve relégable dès la 7e journée Toutefois, le club entame après la 19e journée grâce à une victoire 1-0 « contre le cours du jeu » à Colmar une remontée absolument inespérée. A seulement 2 journées de la fin du championnat, le club parvient, grâce à une victoire face au FC Bourg-Péronnas à monter sur le podiumle club s'y maintient en battant de nouveau Colmar à la 37e journée. La montée semble alors à portée de mains pour les varois troisièmes qui se déplacent au Stade Bauer pour y défier le Red Star. Alors qu'un simple match nul suffit à assurer leur promotion, les Varois s'inclinent sur le score de 2-1 (après avoir mené 0-1 à la mi-temps) face à des Audoniens qui jouaient leur maintien. À la suite de la victoire 2-1 du CA Bastia contre l'US Créteil-Lusitanos qui avait pourtant survolé le championnat, l'Étoile termine quatrième, à un point de la promotion, laissant les Corses eux aussi en difficulté en début de saison s'envoler en Ligue 2.
Cet échec permet toutefois à l'ÉFCFSR d'être une nouvelle fois pronostiquée favorablement pour la montée en L2 pour la saison 2013-14. Le club se renforce avec de nombreuses arrivées et réalise un bon début de saison, occupant la 4e place lors de la onzième journée. L'équipe reste pendant tout l'hiver en embuscade à la cinquième ou sixième place avant que 3 défaites de rang à partir de la 23e journée qui font rentrer le club dans le rang, au milieu de tableau où le club finit dixième. Par ailleurs le club écope de deux points de pénalités,, car en mai 2014, l'Étoile est soupçonnée par l'Autorité de régulation des jeux en ligne à la suite de paris anormalement importants sur un site étranger, juste avant le coup d'envoi du match contre l'US Colomiers perdu 1-4 par l’Étoile avec notamment un but CSC du gardien assez suspicieux.
En National 2014-2015, l'ÉFC Fréjus Saint-Raphaël réalise un bon début de saison, occupant notamment la troisième place à l'issue de la cinquième journée. Toutefois, un grand manque de régularité plombe les ambitions de montée varoises. Malgré quelques coups d'éclats où l'ÉFCFSR bat par exemple le Paris FC, le FC Bourg-Péronnas, L'Amiens SC et notamment l'épouvantail du championnat, le RC Strasbourg Alsace dans son antre de la Meinau, le club ne parvient pas à se distinguer au classement et termine huitième, une nouvelle fois bien installée dans le milieu de tableau. 
Malgré un début de championnat positif avec des victoires face à Châteauroux et Luçon la saison 2015-2016 devient exceptionnellement difficile pour le club qui se retrouve à batailler pour son maintien dès la 8e journée. L’Étoile ne décolle pas et ne quitte plus la zone rouge après la 13e journée, restant dernier une grande partie de la saison en compagnie du SAS Epinal. Victime selon le journal La Nouvelle République d'un « manque d'implication flagrant » de certains joueurs, L'ÉFCFSR est sportivement reléguée dès le 6 mai 2016 après un match nul 1-1 face aux Sports réunis Colmar finissant bon dernier du championnat avec 27 points.

### Retour en National 2 (2016-…)
L'équipe première qui avait l'ambition de remonter immédiatement en National commence la saison 2016-2017 sur de bon rails prenant la première place de son groupe à la 6e et 7e journées. Malgré cela, le club ne parvient pas à conserver cette avance et stagne à la 3e place de son groupe, qu'elle ne quittera plus jusqu'à la fin de la saison. L'Etoile finit ainsi à la 3e position du Groupe D de CFA à 51 à égalité avec le Stade montois, à 10 points du champion, le Rodez AF.
La saison 2017-2018, voit les varois commencer avec bien plus de difficultés le championnat étant même relégable dans les 3 premières journées de championnat. Malgré tout le club monte en puissance et remonte lentement au classement jusqu'à ce qu'il se glisse dans la course à la montée dès la 26e journée. Les espoirs de montée sont néanmoins avortés pour L’Étoile qui subit 3 revers de rang contre le FC Martigues, l'US Colomiers et le Stade Bordelais lors des 3 dernières journées, empêchant une montée National. Le club varois ainsi finit cinquième du groupe A à huit points du promu, Marignane Gignac.
Les actionnaires du club mécontents de son travail à la tête de l'équipe, Jean-Noël Cabezas est limogé et est remplacé par André Blanc, ancien entraîneur de Hyères. Le club se renforce avec quelques arrivées notables comme Sébastien Da Silva du Rodez AF ou Marc Fachan de l'USL Dunkerque. Le club commence très bien la saison avec plusieurs victoires importantes. Le haut de tableau se résume vite à 4 équipes qui dans un duel à distance entre le SC Toulon, le FC Annecy, le Jura Sud Foot et les Étoilistes se départagent pour le titre. À cause de leurs contre-performances en fin de championnat, Annecy et Jura Sud sont distancés de la course au National 1, laissant les espoirs de montée se jouer donc entre les deux clubs varois qui auront des adversaires différents pour la dernière rencontre de la saison : Toulon accueille le MDA Chasselay tandis que Fréjus se déplace à Marseille pour jouer l'US Marseille Endoume promu cette saison. Si Toulon s'impose, ils montent en National 1, en revanche en cas de défaite des jaunes & bleus, ce serait les étoilistes qui bénéficieraient de la montée. Cette fin de saison est aussi très médiatisée à la suite de l'affaire d'une suspicion de match truqué entre Toulon et Jura Sud qui sera sans suite. Toulon et Fréjus Saint-Raphaël remportent tous deux leur dernier match, ce qui n'a aucune incidence sur le classement, et ce sont les Toulonnais qui accéderont à l'échelon supérieur.
Les saisons suivantes sont marquées par la pandémie de Covid-19, forçant l'arrêt précoce des saisons 2019-20 et 2020-21. 
L'Etoile pourtant favorite après la saison passée, connaît un début de championnat compliqué et des résultats en dent de scie. Bien distancé par les 6 premiers du groupe qui jouent la promotion, le club parvient cependant facilement à s'éloigner de la zone de relégation et le club se positionne dans le ventre mou, à la 7e place au moment où les championnats sont arrêtés.
La saison 2020-21 est de nouveau arrêtée à cause de la pandémie, mais cette fois beaucoup plus tôt, à la 8e journée. Avant l'arrêt cependant, l’Étoile a eu un bon démarrage, avec une série de 5 matchs sans défaite. Positionnés dans le wagon de tête et avec un matche de retard, les varois terminent 5e du groupe C à seulement 2 point du leader, le G.O.A.L FC. L'Étoile ne nourrit que peu de regrets car en raison de l'arrêt précoce des compétitions amateures les promotions et relégations furent annulées.
L'Étoile commence la saison 2021-22 en retard par rapport au reste du championnat à cause du report de son match face au Aubagne FC pour des cas de Covid-19. Les Étoilistes se font donc surprendre lors de la 2e journée sur leur terrain face à Jura Sud, le début de la saison est même cauchemardesque pour l’Étoile qui s'incline 3-0 face à la réserve de l'Olympique lyonnais et la mort tragique de Rémi Mestrallet milieu défensif étoiliste formé à Nice dans un accident de la route à 23 ans, forçant l'avancement du déplacement varois à Louhans-Cuiseaux. L'Étoile sort pour la première fois de la zone rouge après la 9e journée de championnat (8e pour l'Étoile) à la suite d'une victoire à l’extérieur face à Lyon-La Duchère tout juste relégué de National. Invaincue depuis la 5è journée avec notamment une superbe victoire 3-0 face au FC Martigues au Stade Francis-Turcan l'étoile remonte lentement au classement. La marche en avant du club se confirme en s'imposant contre le GFA Rumilly Vallières puis l'AS Saint-Priest et en assurant le point du nul dans un derby contre le SC Toulon au Stade Bon Rencontre. La bonne lancée de l’Étoile est néanmoins freinée puisqu'elle perd son match en retard sur le terrain de l'Aubagne FC, l’Étoile s'est donc repositionnée à la 6e place à la trêve avec 20 points. Le club perd de la vitesse et s'incline une nouvelle fois face à Jura Sud et malgré le point pris face au leader, le G.O.A.L FC, l’Étoile ne peut faire mieux qu'un match Nul face à la réserve de l'OM pourtant lanterne rouge du championnat, les points perdus permettent aux concurrents de l’Étoile de recoller, mais le club retrouve le succès dès la  19e journée face à la réserve de l'OL et parvient à enchaîner face à deux écuries du top3, le Louhans-Cuiseaux FC, ainsi que le RC Grasse. A 9 journées du terme les étoilistes retrouvent ainsi les cinq premières places du groupes et de nouveau prétendants au podium avant deux derbys importants face au Hyères FC à la 22e journée et face au SC Toulon à la 28e journée. L'Etoile s'incline de manière surprenante face aux hyerois, mais parviens à reprendre sa dynamique positive et bat Lyon-La Duchère puis la réserve Monégasque, ce qui solidifie, à la 24e journée la position des étoilistes dans le top 5 du groupe, mais manifestement trop loin des deux leaders sur lesquels les varois accusent 7 et 10 points de retards à 6 journées de la fin du championnat. Incapable de refaire ce retard, le club se sépare de Jean-Guy Wallemme et remet Charly Paquillé à la tête de l'équipe.
Toujours dans le Groupe C, le club entame la saison suivante en s'imposant face à la réserve lyonnaise, puis enchaîne 4 matches sans victoires, dont une défaite sur le terrain du Canet Roussillon Football Club. L'Etoile retrouve la victoire lors de la 6e journée grâce à un large succès face au relégué du FC Sète puis enchaîne la journée suivante avec une victoire 3-1 face au Aubagne FC en profitant de l'exclusion du gardien aubagnais. L'Etoile se repositionne à la 5e place, à portée du leader Jurassien et surtout, conserve à la 7e journée, la meilleure défense tous groupes confondus avec le FC Andrézieux du groupe D. Pourtant placée en embuscade pour la montée, l'Etoile va enchaîner les performances décevantes entre les mois de Novembre et Mars, les varois sortent du Top5 du groupe pour se retrouver au milieu de tableau, et même concernés par la lutte pour le maintien le club se trouvant en février à la onzième place du groupe à la suite d'une défaite sur le terrain d'Évian. Après 20e journée qui voit l'Etoile concéder un nul décevant sur le terrain d'un FC Sète en pleine crise, Charly Paquille est remercié et remplacé par son adjoint Julien Faubert, ancien joueur du Real Madrid de West Ham United. Le nouveau souffle apporté par Faubert permet au club de connaître une série d'invincibilité sur les 9 derniers matches du championnat (6 victoires et 3 nuls), qui permet à l'Etoile de se maintenir aisément et même d'obtenir une confortable 6e place avec 8 points d'avance sur le premier relégué, le FC Aubagne, avec la troisième meilleure défense tout groupes confondus.

## Identité du club

### Logos
Le logo reprend l'étoile, symbole commun de l'ÉS Fréjus et du Stade raphaëlois ainsi que les couleurs rouges et bleues. On y retrouve aussi un peu de rouge, rappelant le logo du Stade Raphaëlois.

Logo de l'ÉS Fréjus
Logo du Stade raphaëlois
Logo dès la création du club (2009-2011)
Ancien logo (2011-2015)
Ancien logo (2015-2016)
Ancien logo (2016-2020)
Logo de 2020 à 2024.
Logo depuis 2024.

### Couleurs
Le club porte régulièrement son maillot domicile en blanc, avec un liseré bleu et rouge. Son maillot extérieur est rouge et bleu, ou parfois comme entre 2020 et 2022, le noir avec le même liseré bleu & rouge qu'à domicile.

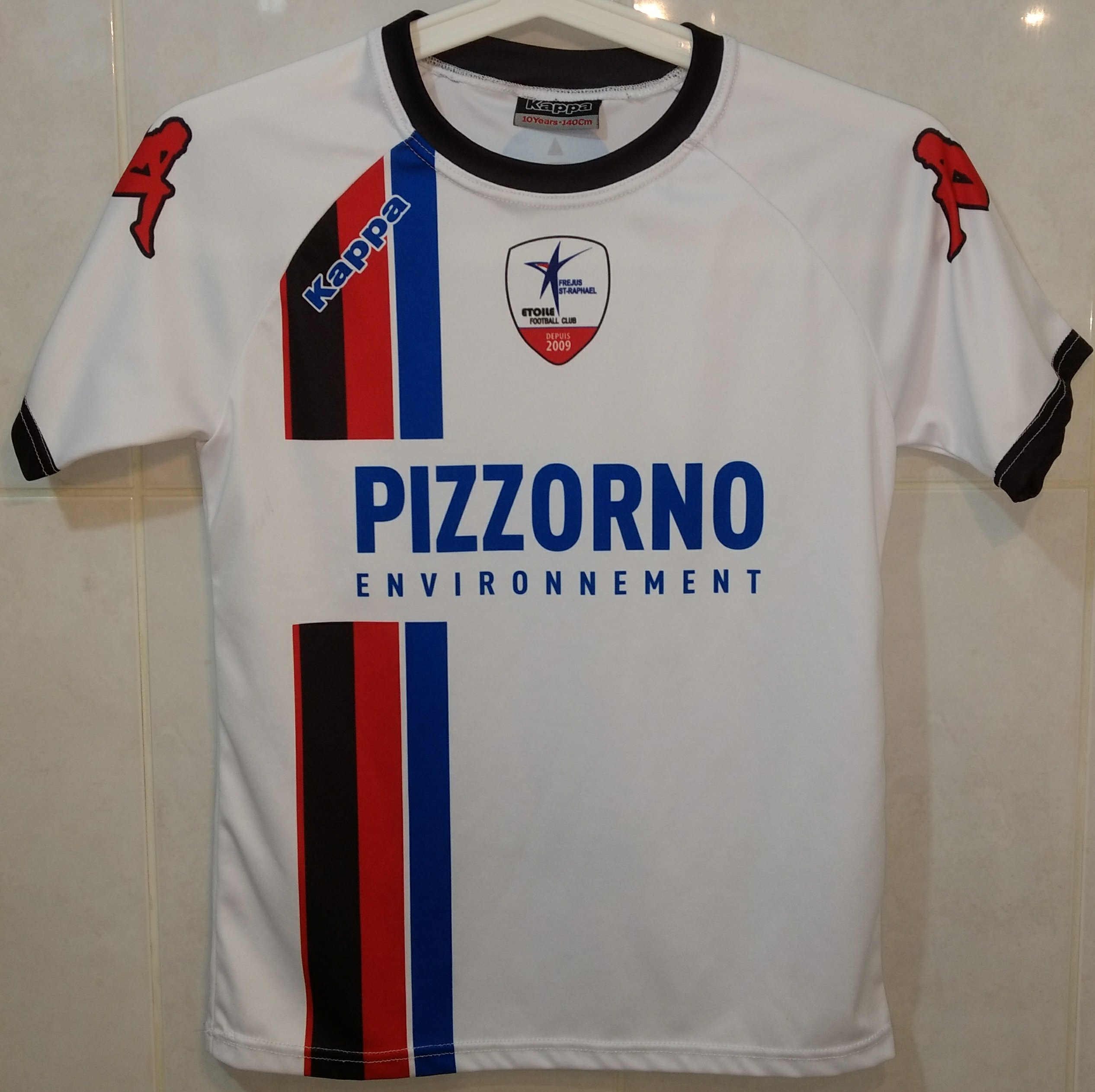
Maillot domicile de la saison 2015-2016
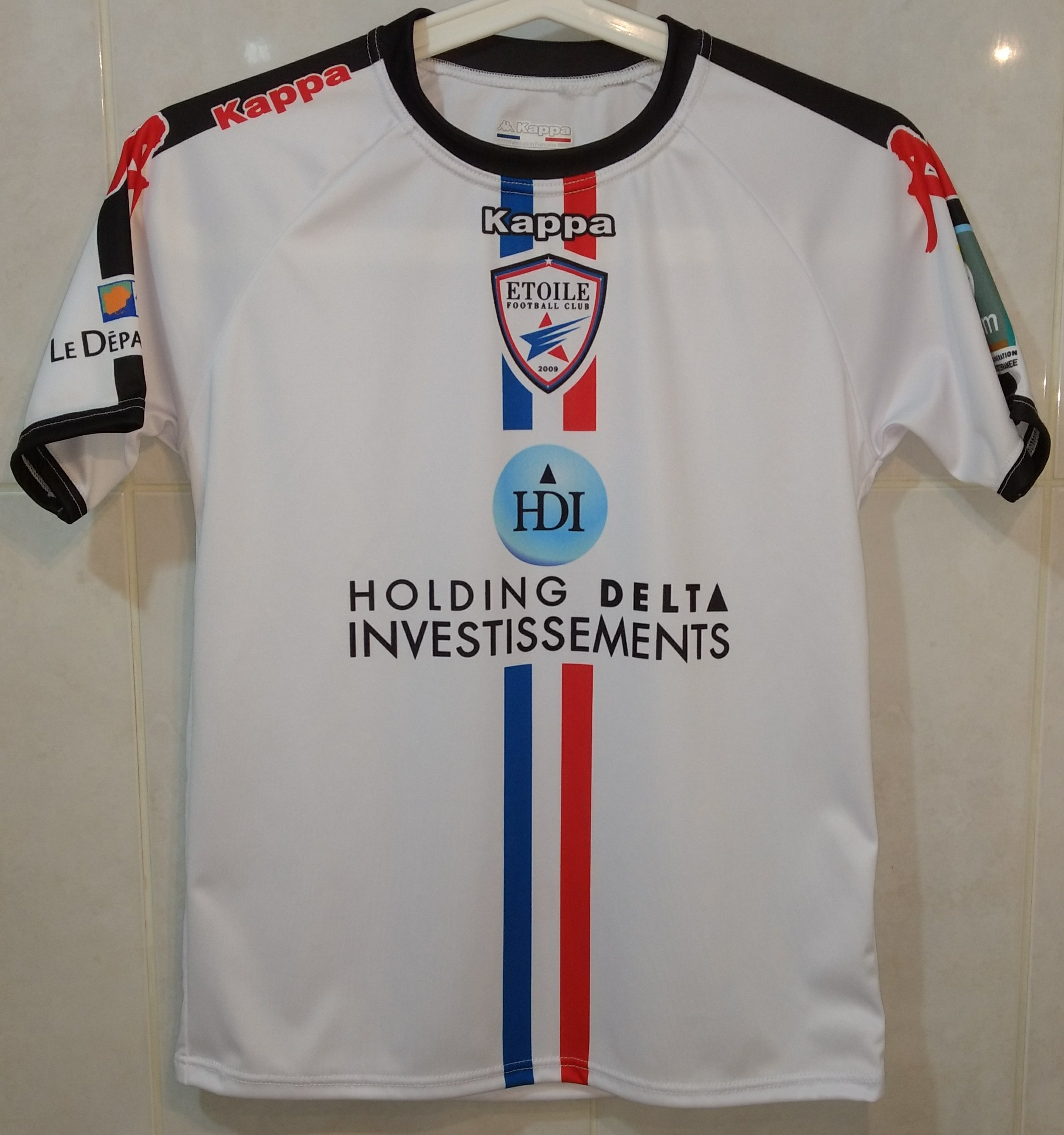
Maillot domicile de la saison 2016-2017

### Rivalités
De 2009 à 2011, une rivalité médiatique s'installe autour du derby opposant l'Étoile à l'Association sportive de Cannes football. Les deux villes de Cannes et de Fréjus sont séparées de 27 km, ce qui est particulièrement peu pour deux villes dont les clubs évoluent dans un même championnat. Toutefois, le derby reste secondaire et n'attire pas autant qu'espéré. En avril 2011, le derby est à enjeu puisque les deux clubs visaient alors la montée en Ligue 2, mais reste peu attrayant en raison des contre-performances précédentes des deux équipes. Depuis la rétrogradation de l'AS Cannes en 2011, la rivalité s'est apaisée. Elle renaît pendant quelques instants lorsqu'un collectif d'ultras Cannais publie un communiqué s'opposant à l'Emprunt du Stade Pierre-de-Coubertin par l’Étoile pour son 32ème de finale de Coupe de France 2018-2019, face à l'OGC Nice, tout en critiquant le club varois qu'ils jugèrent sans histoire ni palmarès. Le refus des ultras entraînera l'inversement de la rencontre à l'Allianz Riviera de Nice où l’Étoile s'inclinera 0-2. 
En 2016, les rencontres face au SC Toulon sont qualifiées de derby varois. Le derby du 11 février 2017 est marqué notamment par une bagarre générale, des échauffourées et deux cartons rouges. La rivalité renaît et s'accentue pendant la saison 2018-19 de National 2 lorsque les 2 clubs se livrent une véritable bataille à distance pour la promotion en National. Les derby entre L'Etoile et le SCT restent des matches importants en championnat, attirant beaucoup de public à Louis-Hon et Bon Rencontre
Enfin, le club connaît aussi des rivalités avec le Hyères FC du fait de la proximité géographique des 2 clubs et leur présence dans les mêmes groupes de National 2, cependant les Hyérois ne sont que rarement des concurrents directs de l’Étoile, rendant les duels entre les deux équipes peu attrayants.

## Résultats sportifs

### Palmarès
| Compétitions nationales | Compétitions régionales |
| --- | ----------------------- |
| Compétitions Nationales - National 1: - meilleure performance : 4ème en 2012-13 - Division 4/N2/CFA : - Vice-champion :2018-2019 (Groupe A) - Coupe de France : - Quarts de Finale en : 2016-17 - 32èmes de Finale en : 2010-11 - 2011-12 - 2015-16 - 2019-20 | Compétitions régionales |

Le club n'a pas encore de palmarès propre, mais le club revendique celui de l'ÉS Fréjus et celui du Stade raphaëlois. 
Le Stade raphaëlois est par exemple multiple vainqueur des Championnats régionaux USFSA d'avant guerre, et remporte en 1912 le titre national, le club connait encore quelques heures de gloires pendant la fin des années 1920, où il performe en Coupe de France, avant de lentement s'effacer au niveau amateur, dans l'ombre de l'AS Cannes, l'OGC Nice et de l' AS Monaco. Le Stade ressurgit au début des années 1980 où il se hisse en Division 3, mais ne parvient pas à s'élever au niveau professionnel. Les Raphaëlois, s'enfoncent vers le CFA 2 jusqu'à sa fusion avec le voisin fréjusien.
L'ES Fréjus, elle, commence son ascension au début des années 1990 où elle monte jusqu'en National (équivalent Division 3) où elle dispute plusieurs saisons, réalisant sa meilleure performance en 1994-1995 échouant à la 4e place de sa poule à 2 points de la 2e Division, Le club redescend en CFA en 2000 et s'y stabilise au cours de la décennie jusqu'à sa fusion avec le voisin Raphaëlois en 2009.

### Parcours en Coupe de France
Pour leur première Coupe de France, en 2009-2010, les joueurs méditerranéens accèdent au sixième tour et sont battus par l'US Marignane sur le score de deux buts à un.
En 2010-2011, au 5e tour, le club élimine Gap HAFC dans un duel de clubs de National sur le score de 5-0, puis le Football Club de Martigues (CFA) au tour suivant. Après avoir sorti l'AS Canet (DH), puis l'US Colomiers, le club varois affronte en 32e de finale, le Nîmes Olympique, alors en Ligue 2, et s'incline 3-2.
Lors de l'édition 2011-2012, le club élimine l'Aubagne FC au septième tour. Au huitième tour, l'Étoile continue son parcours en battant le Perpignan Canet Football Club en Division d'Honneur sur le score de 1 à 3. Comme durant l'année précédente, le club est éliminé en 32e de finale contre l'AC Ajaccio, évoluant alors à la dernière position de la Ligue 1.
Lors de l'édition 2012-2013, après deux participations consécutives à la phase finale, l'Étoile est éliminée dès le stade du sixième tour par le FC Martigues, évoluant en CFA ; l'unique but de la partie est marqué par un ancien joueur de l'EFC Fréjus Saint-Raphaël, parti à Martigues.
En 2013-2014, l'Étoile est battue au sixième tour par le Sporting Toulon Var sur le score de trois buts à deux après une rencontre virulente : dans les dernières minutes de la prolongation, l'arbitre accorde un penalty pour Toulon que l'entraîneur Michel Estevan conteste fortement, demandant à ses joueurs de quitter le terrain ; finalement, Toulon transforme le penalty, éliminant Fréjus Saint-Raphaël.
Lors de la coupe de France 2014-2015, l'Étoile atteint le huitième tour. Favori pour ce match, le dernier club varois en lice est battu par l'Association sportive de Saint-Priest, dernière de son groupe en CFA, sur le score de un but à zéro.
Pour l'édition 2015-16 les varois atteignent les 32èmes de finale et accueillent les Girondins de Bordeaux dans un Stade Louis-Hon plein à craquer . Les étoilistes mènent 2 fois au score se faisant toujours rejoindre par les pensionnaires de Ligue 1. Mais à la 93e minute, un miracle se produit pour les Bordelais qui échappent aux prolongations grâce à un but de Diego Rolan qui permet aux Girondins de s'imposer 3-2.
Pour la saison 2016-2017, l'Étoile réalise sa meilleure performance, et parvient à sortir le FC Bourg-en-Bresse Péronnas alors pensionnaire de Ligue 2 à domicile. Le 8ème tour est un déplacement face au FC Le Cendre, petit poucet de DH soit la 8ème division, l'Etoile s'impose 4-0 dans le Puy-de-Dôme et se déplace en Isère pour y défier le Grenoble Foot 38 lui aussi en CFA, malgré une infériorité numérique de l'Etoile pendant plus de 40 minutes, les varois s'imposent 2-1 au Stade des Alpes pour atteindre les seizièmes de finale pour la première fois de son histoire. L'EFC se débarrasse dans un Stade Louis-Hon plein à craquer de l'AS Prix-lès-Mézières évoluant un niveau en dessous, c'est-à-dire en CFA 2 grâce à un but dans les arrêts de jeu, avant de venir à bout de l'AJ Auxerre aussi club de Ligue 2 en huitième de finale sur le score de 2-0. L'EFC, alors le dernier club amateur en lice, reçoit l'EA Guingamp, pensionnaire de Ligue 1 en quarts de finale. Accueillant les bretons à Cannes dans le Stade Pierre-de-Coubertin , L'Etoile s'incline sur le plus petit des scores (0-1) avec les honneurs devant 5 000 spectateurs.
Lors de l'édition 2018-2019, les Varois éliminent l'AS St-Remoise l'AS Cagnes-Cros, le FC Rousset SVO.
Au 7e tour, les Étoilistes se voient opposés à leurs rivaux de SC Toulon. Les Étoilistes s'imposent finalement 1-0 contre leurs adversaires et avancent jusqu'au 8e tour, où ils sont battus par le FC Canet Roussillon futurs adversaires de l'AS Monaco, sur le score de 4-2.
Pour la saison 2019-2020, l'Étoile écarte successivement Mouans-Sartoux, Villefranche St-Jean Beaulieu FC puis St-Mandrier avant de recevoir le Grenoble Foot 38 pensionnaire de Ligue 2 pour le 7e tour. L'Étoile FC crée l'exploit à 10 contre 11 et sort les Grenoblois sur un score de 2-1 grâce à un doublé de leur attaquant Karim Tlili. Les Varois reçoivent au 8e tour l'Olympique d'Alès en Cévennes, un adversaire hiérarchiquement inférieur puisqu'il évolue en National 3 dans un match piège pour les Étoilistes. Les Varois, dominateurs en début de rencontre, perdent rapidement leur avantage et les Alésiens égalisent et dominent la seconde période puis la prolongation. Les Étoilistes parviennent à tenir et se qualifient 5-3 aux tirs au but retrouvant pour la première fois depuis 3 ans les 32e de finale de la Coupe de France. Les Varois auront fort à faire puisqu'ils recevront l'OGC Nice, pensionnaire de  Ligue 1. Ils s'inclineront sur le score de 2-0 à l'Allianz Riviera.
Les Varois doivent attendre 2 ans pour retrouver le 7e tour, en 2022-23, après s'être défait du Caumont FC, de ses voisins de l'AS Cannes au Tirs au but, et enfin du Salon Bel Air Foot tombeur du Football Club de Martigues, pensionnaire de National. Le premier tour national réserve un déplacement piège dans le Puy-de-Dôme face au SA Thiernois évoluant en Régional 1 (équivalent de la 6e division), soit 2 niveaux en dessous de l'Etoile.

### Bilan par saison
Après sa création, le club dispute six saisons en National (troisième niveau) avant d'être relégué en championnat de France amateur à l'issue de la saison 2015-2016.
Le tableau suivant résume le bilan par saison du club depuis 2009.
| Saison    | Championnat           | Championnat | Championnat | Championnat | Championnat | Championnat | Championnat | Championnat | Championnat | Championnat | Coupe de France | Coupe de la Ligue |
| Saison    | Div.                  | Pos.        | M           | V           | N           | D           | BP          | BC          | +/-         | Affl. moy.  | Coupe de France | Coupe de la Ligue |
| --------- | --------------------- | ----------- | ----------- | ----------- | ----------- | ----------- | ----------- | ----------- | ----------- | ----------- | --------------- | ----------------- |
| 2009-2010 | National              | 8e          | 38          | 14          | 12          | 12          | 44          | 34          | +10         | 1732        | 6e t.           | -                 |
| 2010-2011 | National              | 6e          | 40          | 19          | 10          | 11          | 56          | 41          | +15         | 1410        | 8e t.           | -                 |
| 2011-2012 | National              | 9e          | 38          | 15          | 6           | 17          | 50          | 58          | -8          | 2230        | 1/32 f.         | -                 |
| 2012-2013 | National              | 4e          | 38          | 16          | 12          | 10          | 52          | 43          | +9          | 1368        | 6e t.           | -                 |
| 2013-2014 | National              | 10e         | 34          | 12          | 10          | 12          | 35          | 35          | 0           | 1012        | 6e t.           | -                 |
| 2014-2015 | National              | 8e          | 34          | 12          | 13          | 9           | 42          | 38          | +4          | 958         | 8e t.           | -                 |
| 2015-2016 | National              | 18e         | 34          | 4           | 15          | 15          | 22          | 44          | -22         | 874         | 1/32 f.         | -                 |
| 2016-2017 | CFA (Groupe B)        | 3e          | 30          | 15          | 6           | 9           | 46          | 31          | +15         | nc          | 1/4 f.          | -                 |
| 2017-2018 | National 2 (Groupe A) | 5e          | 30          | 14          | 7           | 9           | 41          | 32          | +9          | 267         | 5e t.           | -                 |
| 2018-2019 | National 2 (Groupe A) | 2e          | 30          | 17          | 6           | 7           | 51          | 38          | +13         | 379         | 8e t.           | -                 |
| 2019-2020 | National 2 (Groupe D) | 7e          | 21          | 6           | 9           | 6           | 21          | 22          | -1          | 410         | 1/32 f.         | -                 |
| 2020-2021 | National 2 (Groupe C) | 3e          | 8           | 4           | 3           | 1           | 9           | 2           | +7          | 355         | 4e t.           | -                 |
| 2021-2022 | National 2 (Groupe C) | 4e          | 30          | 13          | 8           | 9           | 34          | 27          | +7          | 395         | 5e t.           |                   |
| 2022-2023 | National 2 (Groupe C) | 6e          | 30          | 11          | 12          | 7           | 32          | 25          | +7          | 412         | 7e t.           |                   |
| 2023-2024 | National 2 (Groupe A) | 7e          | 26          | 8           | 12          | 6           | 25          | 19          | +6          | 474         | 5e t.           |                   |
| 2024-2025 | National 2 (Groupe A) | 6e          | 8           | 4           | 2           | 2           | 8           | 8           | 0           | nc          | 5e t.           |                   |

## Personnalités

### Entraineurs
Athos Bandini est le premier entraîneur du club, de 2009 à 2011. Il officiait à ce poste de 2008 à 2009 avec l'Étoile sportive fréjusienne. En 2011, Franck Priou, qui venait de promouvoir le Football Club de Martigues en National est engagé. Toutefois, il est confronté dès le début de la saison à des difficultés sportives et est remercié en décembre 2011. Charles Paquillé, entraîneur de la réserve en CFA 2, lui succède.
Michel Estevan est engagé par l'Étoile en fin de saison 2011-2012. Après trois ans à la tête de l'équipe première et avoir terminé au pied du podium lors de sa première saison, il fait part le 11 mai 2015 de sa volonté de ne pas continuer avec le club varois. Jean-Marc Pilorget est nommé entraîneur pour l'exercice suivant.
Sauf indication contraire, le mandat d'entraîneur est supposé commencer en juin de l'année indiquée :
| #  | Période                        | Nom                   |
| -- | ------------------------------ | --------------------- |
| 1  | 2009-2011                      | Athos Bandini         |
| 2  | 2011 - décembre 2011           | Franck Priou          |
| 3  | décembre 2011 - mai 2012       | Charly Paquille       |
| 4  | mai 2012 - 2015                | Michel Estevan        |
| 5  | 2015 - décembre 2015           | Jean-Marc Pilorget    |
| 6  | décembre 2015 - septembre 2017 | Charly Paquille (2)   |
| 7  | septembre 2017 - 2018          | Jean-Noël Cabezas     |
| 8  | 2018-2019                      | André Blanc           |
| 9  | 2019 - décembre 2019           | Michel Troin          |
| 10 | janvier 2020 - juillet 2020    | Charly Paquille (3)   |
| 11 | juillet 2020 - avril 2022      | Jean-Guy Wallemme     |
| 12 | avril 2022 - mars 2023         | Charly Paquille (4)   |
| 13 | mars 2023 - février 2024       | Julien Faubert        |
| 14 | février 2024 - mai 2024        | Michel Estevan (2)    |
| 15 | mai 2024 - février 2025        | Jean-Noël Cabezas (2) |
| 16 | février 2025 - mai 2025        | Michel Estevan (3)    |
| 17 | mai 2025 -                     | Thierry Malaspina     |

### Présidents
Alexandre Barbéro et Pierre Montoro sont co-présidents du club depuis juillet 2016. Alexandre Barbéro est un chef d'entreprise, et Pierre Montoro un avocat. Barbéro est le directeur général de Holding Delta Investissements (HDI), sponsor du club depuis 2009.
Alexandre Barbéro occupe le poste de président de la SASP tandis que Pierre Montoro est président de l'association.

## Stades
À sa création, l'équipe A (National) évolue au Stade Pourcin de Fréjus, d'une capacité de 4 000 personnes, dont 2 500 places assises.
L'équipe B (Division d'honneur) évolue au Stade Louis-Hon de Saint-Raphaël.
Le terrain du club est très sensible à la pluie en raison de difficultés de drainage, ce qui a pu entraîner de nombreux reports de matchs.
Dès 2011, le club envisage de construire une nouvelle enceinte de 6 à 8 000 places pour un coût estimé à 10 millions d'euros. Ce stade pourrait par la suite être agrandi pour atteindre une capacité supérieure à 10 000 places. Toutefois, le projet est entravé par la proximité du quartier Gallieni, initialement sélectionné, avec la Nécropole d’Indochine.
En 2014, la municipalité fréjusienne annonce la démolition prochaine du stade Pourcin. Il sera en outre remplacé par un complexe de logements sociaux. Les deux co-présidents du club se sont réjouis de cette décision, le stade n'étant plus aux normes, et ne répondant pas aux standards du National, notamment au niveau des possibilités de stationnement automobile. Ainsi, pour la saison 2014-2015, l'équipe première déménage au Stade Louis-Hon de Saint-Raphaël.
Fin juillet 2018, un projet est acté à la mairie de Fréjus : la création d'un nouveau stade modulable dans le quartier du Capitou-caïs, vers lequel convergent les transports en commun, est confirmée par le maire de Fréjus.
Le stade Louis-Hon commençait à devenir trop vieux et trop restreint pour une équipe visant la promotion en National 1.

## Autres équipes
En Coupe Gambardella, coupe nationale réservée aux moins de 19 ans, l'équipe échoue lors des 32es de finale lors de l'édition 2009-2010 contre le SC Bastia, malgré la volonté affichée avant le match d'aller plus loin et de « créer l'exploit »,. Après une élimination précoce l'année suivante, le club varois réalise son meilleur résultat dans la compétition lors de l'édition édition 2011-2012, avec un seizième de finale, perdu contre l'AS Saint-Étienne. Lors de l'édition 2013-2014, l'Étoile atteint le premier tour de la phase finale, avant de s'incliner face au Gazélec de Nîmes,.

## Aspects juridiques et économiques

### Statut
Le club est une société anonyme sportive professionnelle et une association loi de 1901. L'EFC Fréjus Saint-Raphaël est affilié à la FFF, à la Ligue de la Méditerranée de football et au district du Var, sous le numéro 554245. Le club a son siège social depuis juillet 2017 avenue du 8 mai 1945 à Saint-Raphaël.

### Éléments comptables
Après la fusion des deux clubs en 2009, le budget est de 2,7 millions d'euros pour la saison 2009-2010. Ce budget est maintenu pour la saison suivante, ce qui fait du club le neuvième de National en ce qui concerne son budget. Pour 2011-2012, avec 3,5 millions d'euros, il se classe à la troisième place des budgets du championnat. Malgré la neuvième place obtenue, le budget est augmenté à hauteur de 3,9 millions d'euros pour 2012-2013.
En National 2013-2014, bien qu'ayant rabaissé le budget à 3,5 millions d'euros, l'ÉFC Fréjus Saint-Raphaël a le second plus important budget du championnat, ce qui appuie ses ambitions de promotion. La saison suivante, avec un budget maintenu, l'Étoile n'est plus que le cinquième club de National en termes de finances. La saison suivante, le budget chute à 2,5 millions d'euros.
| Saison | 2009-2010 | 2010-2011 | 2011-2012 | 2012-2013 | 2013-2014 | 2014-2015 | 2015-2016 | 2016-2017 | 2017-2018 | 2018-2019 | 2019-2020 | 2020-2021 | 2021-2022 |
| Budget | 2,7 M€    | 2,7 M€    | 3,5 M€    | 3,9 M€    | 3,5 M€    | 3,5 M€    | 2,5 M€    | NC        | NC        | NC        | NC        | NC        | NC        |

## Culture populaire

### Affluences
Les affluences de l'ÉFC Fréjus Saint-Raphaël ne cessent de baisser depuis sa fondation en 2009. Par rapport aux affluences précédentes de l'Étoile sportive fréjusienne, la fusion avec le Stade raphaëlois provoque un sursaut : de 692 spectateurs en moyenne en 2009 (ÉS Fréjus), le nouveau club enregistre 1 787 spectateurs de moyenne par match à domicile sa première année, ce qui constitue la meilleure affluence moyenne de son histoire.
Les bons résultats de l'équipe en National 2011-2012 entraînent une hausse des affluences (+148), la seule connue par le club varois. Depuis, les affluences diminuent lentement, passant pour la première fois sous les 1 000 spectateurs en 2015. Cette saison-là, l'équipe draine la treizième affluence (sur 18) de National.

### Supporters
En octobre 2012, les supporteurs de l'ÉFCFSR créent un groupe ultras : les Draconaire Ultras Fréjus. Le président-fondateur de l'association, Vincent Lobbrecht, affirme alors « c'est un crève-cœur pour nous de voir un stade qui est aussi "mort" que Pourcin alors que l'Étoile fait partie des clubs ayant le plus de licenciés dans la région, au même titre que Nice et Marseille ». Les DUF comptent alors une vingtaine de membres. À la fin de la saison, les Draconnaires comptent une quarantaine de membres et organisent régulièrement des animations dans les tribunes.